# Jean Hurtin
Jean Hurtin (Cesseins, 7 marzo 1919 – Mediterraneo, 23 gennaio 1944) è stato un militare e aviatore francese,  asso dell'aviazione accreditato di 6 vittorie e una probabile confermate durante il corso della seconda guerra mondiale..

## Biografia

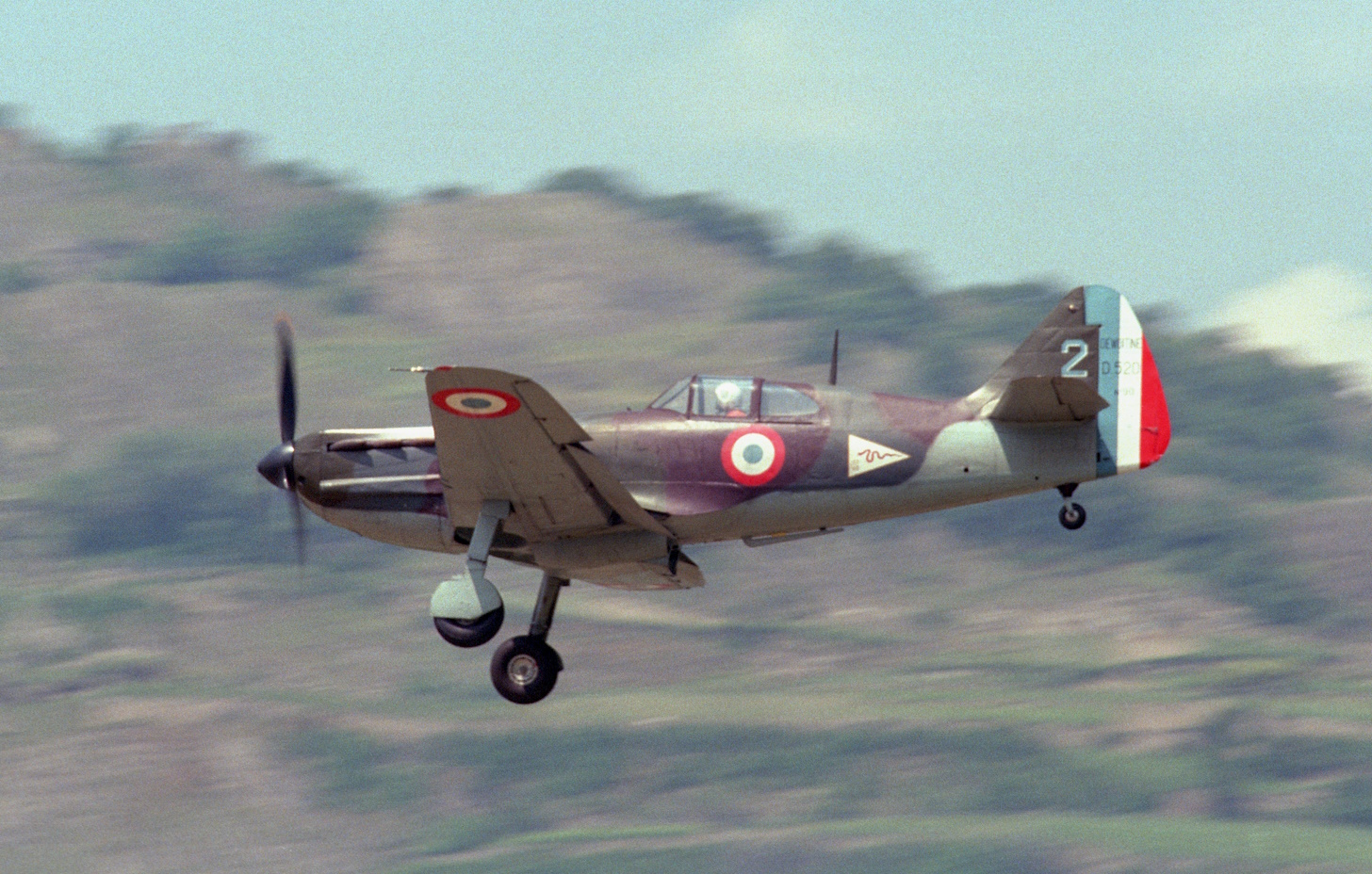
Un caccia Dewoitine D.520 dell'Armée de l'air in fase di atterraggio.

Nacque il 7 marzo 1919 a Cesseins, nei pressi di Trévoux. Frequentò la scuola comunale di Loyes, vicino a Meximieuxe poi superò l'esame di ammissione alla scuola dell'aviazione popolare. Si arruolò volontario nell'Armée de l'air, assegnato al 13° Battaglione aeronautico il 22 aprile 1938. Nel maggio dello stesso anno vinse il concorso per i piloti borsisti presso la scuola Caudron di Ambérieu-en-Bugey. Conseguito il brevetto di pilota, frequentò la scuola di volo di Ambérieu (Ain), conseguendo il brevetto di pilota militare (n° 26.352) il 25 luglio 1938.
Fu assegnato alla 6éme Escadrille del Groupe de chasse III/3 (GC III/3) a Toul-Ochey nel settembre 1939, a seconda guerra mondiale iniziata. Tale reparto era allora dotato dei caccia Morane-Saulnier MS.406. Con il grado di sergente prese parte alla [[battaglia di Francia, dove conseguì 4 vittorie aeree accertate. Abbatté un ricognitore Henschel Hs 126 il 13 maggio sopra Tirlemont (Belgio), e 3 Hs 126 il 19 maggio, di cui uno sopra Quesnoy (Nord). Alla fine del mese di maggio gli MS.406 vennero sostituiti con i Dewoitine D.520. Fu decorato con la Croix de guerre e citato all'ordine dell'armata aerea il 23 giugno 1940, il giorno successivo alla firma dell'armistizio con la Germania.  Il Groupe de chasse III/3 fu sciolto il 19 agosto 1940. Fu trasferito in servizio al Groupe de chasse II/3 (GC II/3) il 26 dello stesso mese. Insieme al suo reparto fu mandato in Siria nel corso del 1941, dove conseguì una ulteriore vittoria durante gli scontri con le forze britanniche (Operazione Exporter). Il 2 luglio 1941 abbatté un Hawker Hurricane sopra Raqqa.
Di ritorno nel Nord Africa, il 1 settembre 1942 fu assegnato in servizio al Groupe de chasse I/4 "Navarre" (GC I/4), poi impiegato in missioni di pattugliamento delle coste. Il 2 febbraio 1944 abbatté uno Junkers Ju 88 20 miglia a nord di Sidi-Ferruch (Algeria). 
Il 23 dello stesso mese, decollò dal campo d'aviazione di Algeri-Maison Blanche con il suo velivolo, un Bell P-39N Airacobra, parte di una formazione di 6 aerei.  I caccia incapparono in condizioni meteorologiche avverse e quattro caccia (pilotati dal  cdt. Jean Machet de la Martinière, cne. Philippe Maurin, adj. Marcel Finochetti, sgc. Maurice Lebrun) atterrarono in emergenza. Il suo aereo e quello del sgt. Nicolas Yourgaince, rimasti senza carburante, scomparvero nel Mediterraneo al largo delle coste algerine.  Malgrado le ricerche intraprese il giorno successivo, non fu trovata traccia degli aerei e dei loro piloti, che furono dichiarati dispersi.